# シャノアール (ゲーム会社)
株式会社シャノアール（Chatnoir）は、田口昭次が1983年7月に設立した日本のソフトウェア製作会社。
麻雀ゲームを数多く開発し、他社へ麻雀思考ルーチンの提供も行っている。『大聖』以後は携帯アプリへの提供が目立つ程度である。

## 主な麻雀ゲーム
- プロフェッショナル麻雀
- プロフェッショナル麻雀悟空（1986年）
- 麻雀悟空 天竺（1994年）
- 麻雀悟空 大聖（2000年）

他社からの販売
- プロフェッショナル麻雀悟空（アスキー、ファミリーコンピュータ ディスクシステム）
- 雀聖（ソニー、MSX2）
- 麻雀大会（光栄）
  - 麻雀64（光栄）
  - たのしい麻雀（光栄）
- 麻雀悟空スペシャル (サンソフト)
- 麻雀ステーション MAZIN～麻神～（サンソフト）
- 役満天国（任天堂）
- SIMPLE1500シリーズ THE 麻雀（ディースリー・パブリッシャー）
- 徹萬シリーズ（ナグザット）